# 31153 Enricaparri
31153 Enricaparri este o planetă minoră (asteroid), cu un diametru de 3,131 km, din centura de asteroizi. A fost descoperită pe 26 octombrie 1997 la stazione osservativa di Asiago Cima Ekar⁠(d) de Giuseppe Forti⁠(d). 
Obiectul prezintă o orbită caracterizată de o semiaxă mare de 2,2900733 UAi, o excentricitate de 0,18, o înclinație de 6,05318 ° în raport cu ecliptica.